# Locomotion No. 1
La Locomotion No. 1 (originalmente llamada Active) fue una de las primeras locomotoras de vapor, construida por los ingenieros pioneros del ferrocarril George y Robert Stephenson en los tallers de su empresa, Robert Stephenson and Company. Se convirtió en la primera locomotora de vapor en transportar un tren de pasajeros en un ferrocarril abierto al público, el Ferrocarril de Stockton y Darlington (FS&D). 
Esta locomotora, encargada por la Compañía del Ferrocarril de Stockton y Darlington en septiembre de 1824, se benefició en su diseño de la experiencia adquirida por George Stephenson al construir su serie de locomotoras en la mina de Killingworth. Posiblemente fue la primera locomotora en utilizar bielas de acoplamiento para unir sus ruedas motrices, con el fin de reducir la posibilidad de que resbalasen sobre los rieles de hierro. Sin embargo, su caldera de combustión central demostró ser una debilidad, proporcionando una superficie de calentamiento muy reducida en comparación con calderas de combustión múltiple posteriores. 
En septiembre de 1825, la Locomotion No. 1 transportó el primer tren en el Ferrocarril de Stockton y Darlington, y se convirtió en la primera locomotora en funcionar en un ferrocarril abierto al público. El 1 de julio de 1828, sufrió graves daños cuando su caldera explotó en la estación de Aycliffe Lane, lo que provocó la muerte de su maquinista, John Cree. La locomotora se reconstruyó, pero como consecuencia de los rápidos avances en el diseño de las máquinas de vapor, la Locomotion No. 1 quedó obsoleta en una década. Se utilizó en el ferrocarril hasta 1841, y a continuación se transformó en un motor estacionario. En 1857, como consecuencia de su importancia histórica, la Locomotion No. 1 fue preservada y pasó a ser exhibida. Así, entre 1892 y 1975, se mantuvo en exhibición estática en una de las plataformas en la estación de tren de Darlington Bank Top. Actualmente se encuentra en el museo Head of Steam. También se ha construido una réplica funcional de la Locomotion, que actualmente se encuentra en el Museo Beamish. 

## Historia

### Orígenes
El 23 de junio de 1823 se fundó Robert Stephenson and Company, empresa pionera fabricante de locomotoras promovida por los ingenieros ferroviarios George Stephenson y su hijo Robert Stephenson, y los empresarios Edward Pease y Thomas Richardson. En noviembre de ese año, solo unos meses después de que la compañía comenzara a operar, la Compañía del Ferrocarril de Stockton y Darlington realizó un pedido clave de cuatro motores estacionarios. 
El 16 de septiembre de 1824, el FS&D encargó un par de locomotoras de vapor, a un precio de £ 550 (alrededor de £ 46810 de hoy) cada una. Este pedido es históricamente importante, ya que la primera de estas locomotoras, la Active (más tarde rebautizada como Locomotion No. 1), fue la primera locomotora de vapor en transportar un tren de pasajeros en un ferrocarril abierto al público.

### Diseño

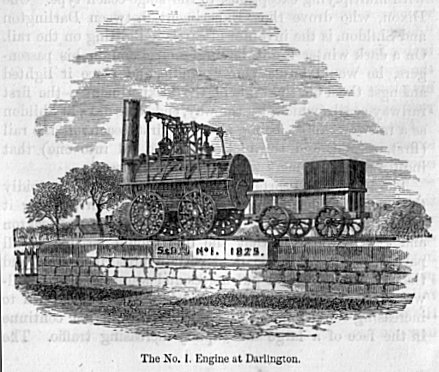
La máquina número 1, llamada Locomotion, fabricada para el Ferrocarril de Stockton y Darlington

El diseño de la Locomotion combinó y se basó en las mejoras que George Stephenson había incorporado en sus locomotoras de Killingworth. La máquina pesaba 6.6 toneladas, con muchos elementos, incluyendo la caldera, cilindros y ruedas, compuestos de hierro fundido, aunque el bastidor era de madera. Tenía cuatro ruedas motrices de 4 pies (1,219 m) de diámetro.
Su motor utilizaba el vapor a alta presión generado en una caldera de combustión central, que accionaba un par de cilindros verticales de 9 pulgadas (229 mm) de diámetro, que estaban semi incrustados en el volumen de la caldera, que disponía de un tubo de tiro de vapor bajo la chimenea. Esta caldera de combustión individual tenía una baja relación superficie de calentamiento-agua en comparación con diseños posteriores. Su velocidad máxima era de aproximadamente 15 mph (24 km/h). Un par de crucetas por encima de los cilindros transmitían la potencia a través de un par de bielas de acoplamiento, haciendo uso de un engranaje de válvula excéntrico. Se cree que la Locomotion No. 1 fue la primera locomotora en utilizar barras de acoplamiento para conectar sus ruedas motrices, una solución que disminuyó considerablemente la posibilidad de deslizamiento.
Según el escritor H. C. Casserley, la Locomotion No. 1 es más notable por ser la primera locomotora en transportar un tren de pasajeros en un ferrocarril abierto al público que por las innovaciones en su diseño.

### Operaciones
La Locomotion No.1 completa fue transportada por carretera desde Newcastle a Darlington en septiembre de 1825. El 26 de septiembre, un día antes de la apertura del Ferrocarril de Stockton y Darlington, la locomotora se probó entre Shildon y Darlington, con varios directores del ferrocarril a bordo del primer coche de pasajeros del ferrocarril, conocido con el nombre de "Experiment". El maquinista era James Stephenson, el hermano mayor de George Stephenson, quien tuvo que sentarse en una pequeña plataforma al lado de la caldera; El fogonero, William Gowling, estaba colocado de pie sobre una plataforma situada entre la máquina y el ténder. 
El 27 de septiembre de 1825, la Locomotion No.1 transportó el primer tren en el Ferrocarril de Stockton y Darlington, conducida por George Stephenson. El tren consistía en la Locomoción No.1, once vagones de carbón, el coche de viajeros "Experiment" y otros 20 vagones con pasajeros, invitados y trabajadores. Se habían vendido alrededor de 300 billetes, pero posiblemente había casi el doble de personas a bordo. El tren, que tenía un peso estimado de 80 toneladas, medía aproximadamente 400 pies (121,9 m) de largo, alcanzó una velocidad máxima de 12 millas por hora (19 km/h), y tardó dos horas en completar las primeras 8,7 millas (14,0 km) del viaje a Darlington, pero fue desacelerado por un vagón descarrilado y una válvula de la bomba de alimentación bloqueada, logrando así una velocidad promedio de 8 millas por hora (13 km/h).
La locomotora continuó transportando trenes en el FS&D durante tres años. El 1 de julio de 1828, sufrió graves daños cuando la caldera explotó mientras el tren se detenía en la estación de Aycliffe Lane, lo que provocó la muerte del maquinista, John Cree, y heridas al encargado de la bomba del agua, Edward Turnbull. Se cree que había bloqueado el brazo de una válvula de seguridad, lo que provocó que la presión de la caldera aumentara hasta el punto de explosión. La máquina se reconstruyó, volvió al servicio y funcionó hasta 1850. El 4 de junio de 1846, transportó el tren de apertura en del Ferrocarril de Middlesbrough y Redcar, un ramal del FS&D. 
Después de su retirada, Joseph Pease and Partners compró la "Locomotion", que se convirtió en un motor de bombeo estacionario para su uso en la mina de carbón West Collieries en South Durham, donde se utilizó hasta 1857.

## Preservación
En 1856, Joseph Pease y su familia invirtieron 50 libras para restaurar la Locomotion No. 1, siendo una de las primeras locomotoras restauradas para su conservación. En 1857, se donó a la Compañía del Ferrocarril de Stockton y Darlington. Entre 1857 y la década de 1880, permaneció en exhibición estática en el taller de Alfred Kitching, cerca de Hopetown Carriage Works. La "Locomotion No.1" se rehabilitó para funcionar de nuevo con vapor para el Jybileo de Oro del Ferrocarril de Stockton y Darlington en septiembre de 1875, así como para participar en un desfile de locomotoras en el Centenario de George Stephenson, en junio de 1881.
De 1892 a 1975, la Locomotion estuvo en exhibición estática junto con la Derwent, otra antigua locomotora, en uno de los andenes de la estación principal de Darlington, Bank Top. Durante 1924, se restauró estéticamente. Durante la Segunda Guerra Mundial, se reubicó temporalmente debido a la amenaza de los bombardeos. La locomotora ahora se exhibe en el Head of Steam, en el mismo edificio que la estación North Road de Darlington, en un préstamo a largo plazo del Museo Nacional del Ferrocarril de York, y es parte de la Colección Nacional. 
La locomotora original es demasiado frágil para volver a funcionar con vapor, por lo que se construyó una réplica puesta en funcionamiento en 1975, conservada en el Museo Beamish.